# زنجیره آراف
زنجیره آراِف زنجیره‌ای از قطعات و زیر-واحدهای الکترونیکی است که ممکن است شامل تقویت‌کننده‌ها، فیلترها، میکسرها، تضعیف‌کننده و آشکارسازها باشد. این می‌تواند به عنوان مثال، به صورت یک آشکارساز-گیرندهٔ پهن-باند برای کاربردهای جنگ الکترونیک، به عنوان یک گیرنده باند-باریک قابل‌تنظیم برای اهداف مخابراتی، به عنوان یک تکرارکننده در سیستم‌های توزیع سیگنال یا به عنوان یک تقویت‌کننده و مبدل-رو-به‌بالا برای یک فرستنده-راه‌انداز، شکال‌های مختلفی به خود بگیرد. در این مقاله، اصطلاح آراِف (فرکانس رادیویی) محدوده فرکانس «فرکانس‌های متوسط» تا «فرکانس‌های مایکروویو» را پوشش می‌دهد، یعنی از ۱۰۰ کیلوهرتز تا ۲۰ گیگاهرتز : 15 
پارامترهای کلیدی الکتریکی برای یک زنجیره RF، بهره سیستم، شکل نویز (یا ضریب نویز) و سطح اضافه‌بار هستند. : 2  پارامترهای مهم دیگر، مربوط به این خصوصیات، حساسیت (حداقل سطح سیگنال است که می‌تواند در خروجی زنجیره مشخص شود). محدوده دینامیکی (محدوده کل سیگنال‌هایی که زنجیره می‌تواند از بیشینه سطح تا کمترین سطح که به‌طور قابل اعتماد می‌تواند پردازش شود، کارکند) و سطح سیگنال‌های کاذب (سیگنال‌های ناخواسته تولید شده توسط ادواتی مانند میکسرها و تقویت‌کننده‌های غیرخطی).

### بهره فزاینده
بهره فزاینده، Gcumn بعد از n طبقه، داده می‌شود با
{\displaystyle Gcum_{n}=Gcum_{n-1}\times G_{n}}
و Gcumn(dB) داده می‌شود با
{\displaystyle Gcum_{n}(dB)=Gcum_{n-1}(dB)+G_{n}(dB)}